# 神秘世界历险记3
《神秘世界历险记3》是一部2016年中国动画奇幻冒险电影，由王云飞执导。 这是《神秘世界历险记》电影系列的第三部电影，前一部是2014年的《神秘世界历险记2》。该片于2016年7月29日在中国内地上映。

## 故事梗概
一个古老的面具打破了神秘世界人们的平静生活，一场不可避免的战争一触即发。为了阻止战争，新领袖啦啦请她来自人类世界的好友王雨果回来帮忙，但顽皮的雨果却把他的父亲王大山带到了神秘的世界。面对身边突如其来的变化，以及对未知的恐惧，深爱女儿的王大山慌了手脚，出尽了洋相。
机智灵动的女主角、胖乎乎的怪物啦啦、帅气可爱的爸爸、直率天真的熊大叔；一个性格迥异的可爱组合，一场欢快搞笑的神秘冒险，一场充满悬念的旅程即将起航。

## 主演
- 刘校妤[1]
- 孟泉霖[1]
- 陆揆[1]
- 宝木中阳[1]
- 郭政建[1]
- 白雪岑[1]
- 刘芊含[1]
- 王琳熙[1]
- 张予佟[1]
- 邓伟锋[1]
- 冯盛[1]
- 杨天翔[1]
- 苏尚清[1]
- 陈立阳[1]
- 郭浩然[1]
- 陈美君[1]
- 谢亚欣[1]
- 韩骁[1]

## 票房
该片在中国的票房收入为 6490万人民币。